# Łebedynci (obwód żytomierski)
Łebedynci (ukr. Лебединці) – wieś na Ukrainie, w obwodzie żytomierskim, w rejonie berdyczowskim, w hromadzie Andruszówka. W 2001 roku liczyła 436 mieszkańców.